# Tim Bishop
Timothy Howard "Tim" Bishop, född 1 juni 1950 i Southampton, New York, är en amerikansk demokratisk politiker. Han representerade delstaten New Yorks första distrikt i USA:s representanthus 2003–2015.
Bishop avlade 1971 kandidatexamen vid College of the Holy Cross. Han avlade sedan 1981 masterexamen vid Long Island University. Han besegrade sittande kongressledamoten Felix Grucci i kongressvalet 2002.
Han är gift med Kathryn Bishop och har två döttrar.